# 11. ročník udílení Nickelodeon Kids' Choice Awards
11. ročník Nickelodeon Kids' Choice Awards se konal 4. dubna 1998 v Pauley Pavilion na Kalifornské univerzitě v Los Angeles. Moderování se ujala Rosie O'Donnell.

## Vítězové a nominovaní

### Film

#### Nejoblíbenější film
- Titanic
- Batman a Robin
- Lhář, lhář
- Muži v černém

#### Nejoblíbenější filmový herec
- Will Smith (Muži v černém)
- Robin Williams (Flubber)
- Tim Allen (Z džungle do džungle)
- Jim Carrey (Lhář, lhář)

#### Nejoblíbenější filmová herečka
- Alicia Silverstone (Batman a Robin)
- Uma Thurman (Batman a Robin)
- Christina Ricci (Ta zatracená kočka)
- Beverly D'Angelo (Bláznivá dovolená v Las Vegas)

### Teleize

#### Nejoblíbenější televizní seriál
- Kenan & Kel
- Kutil Tim
- Sabrina - mladá čarodějnice
- Sister, Sister

#### Nejoblíbenější animovaný seriál
- Lumpíci
- Arnoldovy patálie
- Simpsonovi
- Tatík Hill a spol.

#### Nejoblíbenější televizní herec
- Jonathan Taylor Thomas (Kutil Tim)
- Tim Allen (Kutil Tim)
- Kenan Thompson a Kel Mitchell  (All That a Kenan & Kel)
- Marlon Wayans a Shawn Wayans (The Wayans Bros.)

#### Nejoblíbenější televizní herečka
- Melissa Joan Hart (Sabrina - mladá čarodějnice)
- Brandy (Moesha)
- Tia Mowry a Tamera Mowry (Sister, Sister)
- Kirstie Alleyová (Veroničiny svůdnosti)

### Hudba

#### Nejoblíbenější hudební skupina
- Spice Girls
- Hanson
- Backstreet Boys
- No Doubt

#### Nejoblíbenější písnička
- "MMMBop" od Hanson

### Další

#### Nejoblíbenější videohra
- Super Mario 64
- Diddy's Kong-Quest
- Star Fox 64
- Super Mario World 2: Yoshi's Island

#### Nejoblíbenější animovaná hvězda
- Salem (Sabrina - mladá čarodějnice)
- Buddy (Můj pes Buddy)
- Willy (Zachraňte Willyho 3)
- Myše  (Hon na myš)

#### Nejoblíbenější kniha
- Goosebumps Deep Trouble II

## Síň slávy
- Tia Mowry
- Tamera Mowry